# Edward L. G. Bowell
Edward L. G. Bowell (ali Ted Bowell), ameriški astronom, * 26. november 1943, London, Anglija, Združeno kraljestvo, † 21. avgust 2023, Flagstaff, Arizona, ZDA.
Bowell se je šolal na Šoli Emanuel v Londonu, Univerzitetnem kolidžu v Londonu in Univerzi v Parizu.

## Delo
Sedaj je vodilni raziskovalec na projektu Lowllovega observatorija o raziskavah blizuzemeljskih teles (Lowell Observatory Near-Earth-Object Search ali LONEOS).
Odkril je veliko asteroidov kot sodelavec LONEOS-a in samostojno. Med njimi so pomembnejši trojanski asteroid 2357 Fereklej (Phereclos), 2759 Idomenej (Idomeneus), 2797 Teucer, 2920 Automedon, 3564 Talttibij (Talthybius), 4057 Demofon (Demophon) in 44899 1988 AK.
Je tudi soodkritelj periodičniega kometa 140P/Bowell-Skiff in neperiodičnega kometa C/1980 E1.